# Anthophora lesquerellae
Anthophora lesquerellae är en biart som först beskrevs av Cockerell 1896.  Anthophora lesquerellae ingår i släktet pälsbin, och familjen långtungebin. Inga underarter finns listade i Catalogue of Life.